# Kaplica Najświętszej Maryi Panny Królowej Korony Polskiej w Istebnej
Kaplica Matki Boskiej Królowej Korony Polskiej w Istebnej – prywatna kaplica wotywna w Istebnej, w przysiółku Bucznik (województwo śląskie), przy drodze wojewódzkiej nr 941. Wystawiona w 1923 r. i zaprojektowana przez Ludwika Konarzewskiego. Kaplica nadal pozostaje własnością rodziny Konarzewskich i znajduje się na terenie ogrodu w ich prywatnej posesji. Stałe Msze Święte odbywają się tu dwa razy w roku: 3 maja w intencji Ojczyzny oraz 25 sierpnia, za zmarłych i żyjących członków Rodziny w dzień św. Ludwika jej głównego Patrona.
Kościół znajduje się na Szlaku Architektury Drewnianej województwa śląskiego w pętli beskidzkiej.
Ludwik Konarzewski (senior) osiedlił się w Istebnej-Andziołówce wraz z żoną Jadwigą, siostrą Jana Wałacha, w 1922 r. Tu wybudowali kompleks budynków mieszczący: pierwszy w Istebnej pensjonat dla gości nazwany od całej posesji "Bucznik", dom z pracownią i muzeum historyczno-regionalnym, budynki mieszczące rodzaj warsztatów plastycznych, które przekształciły się w formę szkoły artystycznej oraz kaplicę. Kaplica stanowi również wotum Ludwika Konarzewskiego za szczęśliwy powrót z wygnania w okolicę Uralu w trakcie I wojny światowej. Sam artysta wykonał jej projekt i wnętrze. II wojnę światową przetrwała jedynie kaplica, pozostałe budynki zostały rozebrane na rozkaz okupantów.
Kaplica łączy w sobie cechy tradycyjnego budownictwa Beskidu Śląskiego oraz stylu zakopiańskiego. Jest wzniesiona w konstrukcji zrębowej, o rozmiarach około 10 na 5 metrów. Przed wejściem znajduje się niewielki ganek, a dach przykryty jest tradycyjnym gontem.
We wnętrzu znajduje się wyrzeźbiony przez Ludwika Konarzewskiego tryptykowy ołtarz przedstawiający w swej środkowej części Matkę Boską z Dzieciątkiem nad cieszyńską Wieżą Piastowską, nawiązujący do stylu młodopolskiego i symbolizujący region Śląska Cieszyńskiego.